# Decastar 2018
Decastar 2018 – 42. edycja mityngu lekkoatletycznego w konkurencjach wielobojowych rozegrany 15 i 16 września we francuskim Talence. Zawody były ostatnią odsłoną cyklu IAAF Combined Events Challenge w sezonie 2018.
Podczas zawodów zawodnik gospodarzy Kévin Mayer wynikiem 9126 pkt. ustanowił rekord świata w tej konkurencji.

## Rezultaty
| Konkurencja:           | 1. miejsce      | Rezultat     | 2. miejsce          | Rezultat     | 3. miejsce       | Rezultat     |
| Dziesięciobój mężczyzn | Kévin Mayer     | 9126 pkt. WR | Arthur Abele        | 8310 pkt.    | Tim Nowak        | 8229 pkt. PB |
| Siedmiobój kobiet      | Carolin Schäfer | 6457 pkt.    | Géraldine Ruckstuhl | 6391 pkt. NR | Kateřina Cachová | 6381 pkt. PB |